# 圣路易斯波托西纲领
圣路易斯波托西纲领是墨西哥革命时期的一份政治纲领，该文件由总统候选人弗朗西斯科·馬德羅在越狱后起草的。马德罗曾在1910年墨西哥总统选举中挑战波菲里奥·迪亚斯（当时波菲里奥·迪亚斯已经80岁），获得了广泛的支持。在弗朗西斯科·馬德羅获胜的可能性明显增大后，波菲里奥·迪亚斯将他关入监狱。弗朗西斯科·馬德羅后来成功越狱，並起草圣路易斯波托西纲领，解释了为何只剩武装叛乱这一条将波菲里奥·迪亚斯赶下台的道路。1910年10月5日，纲领颁布，呼吁群眾不要承認充斥着舞弊的1910年选举的结果，而且弗朗西斯科·馬德羅自認临时总统，並号召墨西哥人民于1910年11月20日揭竿而起。